# فيكتور أغبو
فيكتور أغبو (بالإنجليزية: Victor Agbo)‏ هو لاعب كرة قدم نيجيري في مركز الهجوم، ولد في 19 ديسمبر 1980 في لاغوس في نيجيريا. لعب مع غرافيتشار بيوغراد ونادي ياغودينا.